# Dikopshof

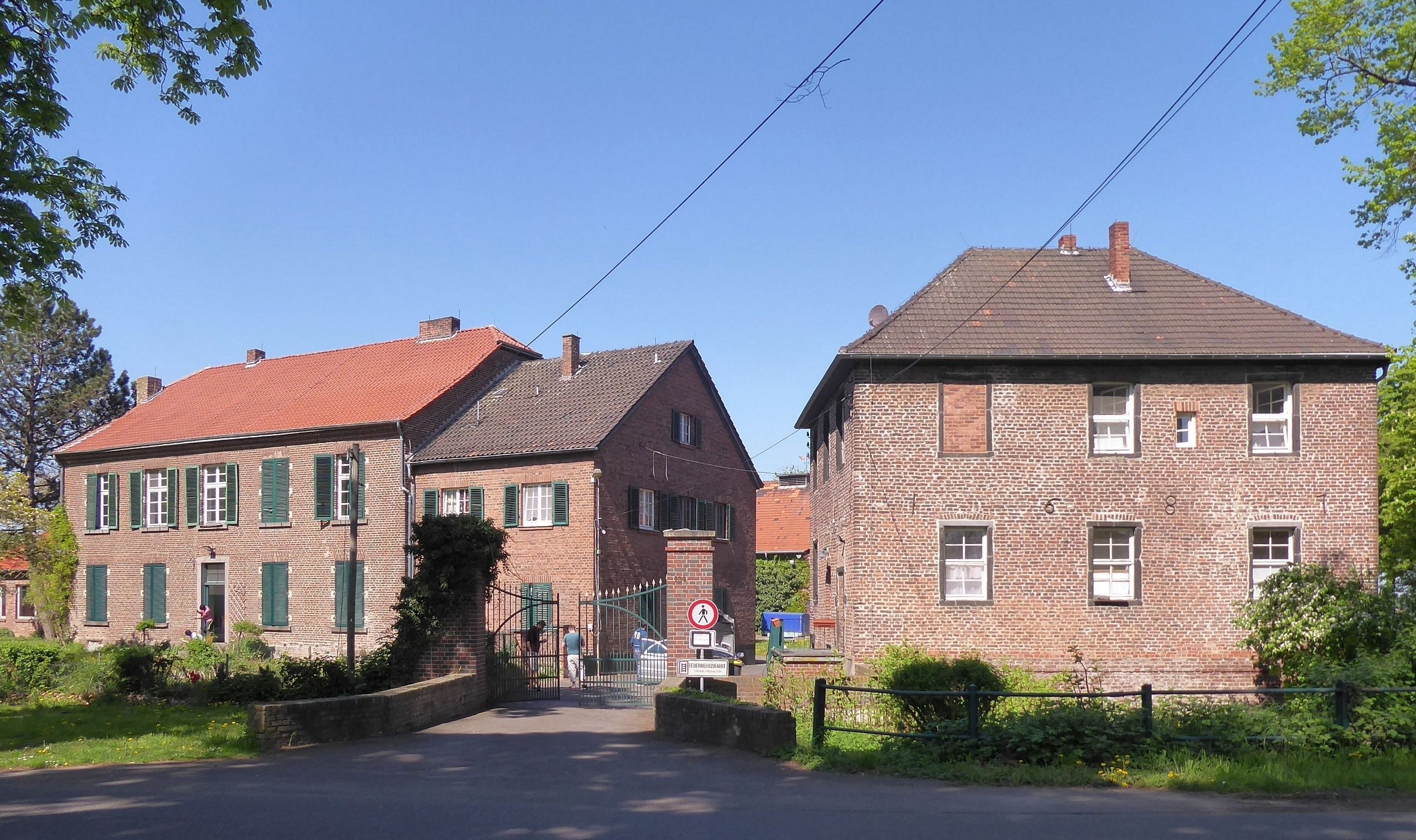
Dikopshof 2019

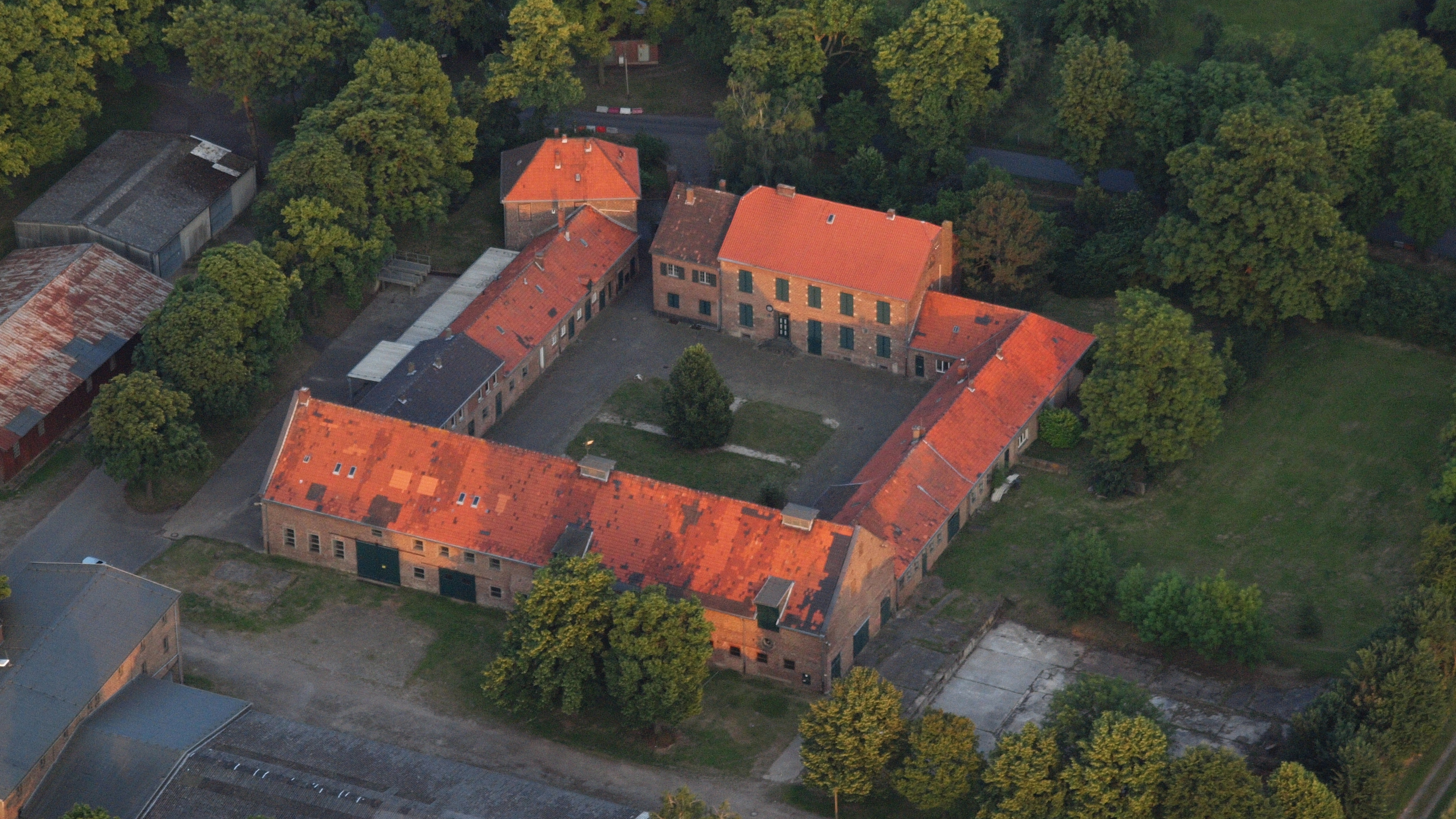
Luftaufnahme 2014

Der Dikopshof (auch Dickopshof, Oberkeldenicher Hof) liegt westlich des Wesselinger Stadtteils Keldenich im nordrhein-westfälischen Rhein-Erft-Kreis und ist eine der nachweisbar ältesten Hofanlagen in der Region Köln/Bonn. Der Dikopshof ist als Baudenkmal in die Denkmalliste der Stadt Wesseling eingetragen.

## Geschichte

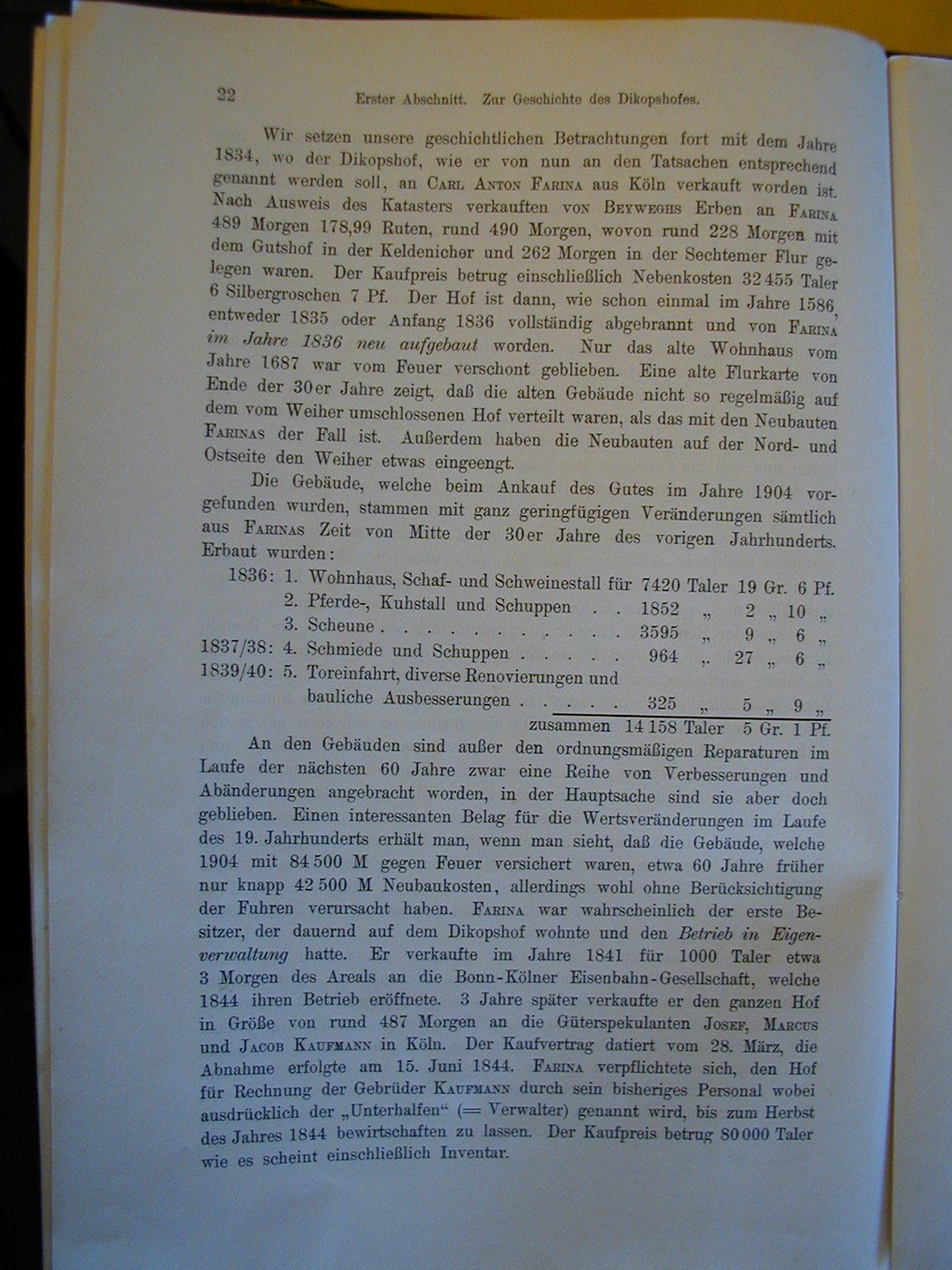
Bericht von Dr. J. Hansen über den Dikopshof 1905

1213 wird der Hof erstmals schriftlich erwähnt. Da bereits 1202 Siegfried von Saffenberg als Lehnsmann genannt wird, ist er wahrscheinlich älter. Das Wohnhaus an der Südostecke zeigt die Jahreszahl 1681.
Dass sich der Hof im 18. Jahrhundert in bürgerlichem Besitz befand, ging offenbar aus Unterlagen zu einer 1716 durchgeführten Restaurierung der Kapelle zum Heiligen Kreuz hervor, die sich an der östlichen Hofanlage befindet. 1834 erwarb die Familie Farina den Hof, die ihn nach einem Brand in den Folgejahren erneuerte. Seit 1904 unterstand der Hof der Preußischen Domänenverwaltung.
Nach der Jahrtausendwende, bis 2009, wurde der Hof als Freilandversuchsgut von der Universität Bonn genutzt. 2012 diente er als Filmkulisse für die ARD-Vorabendserie Heiter bis tödlich: Zwischen den Zeilen und für die Episode Henghasch der Serie Mord mit Aussicht sowie 2014 als Schauplatz für die WDR-Serie Die Kuhflüsterin.